# Syndesmophyt
Unter Syndesmophyten versteht man in der Medizin eine Form von Knochenneubildungen (Osteophyten), welche den Außenrand der Zwischenwirbelscheiben umbauen und so die Beweglichkeit der Wirbelkörper zueinander einschränken. Von den Spondylophyten unterscheiden sie sich dadurch, dass sie vertikal wachsen.

## Vorkommen
Syndesmophyten sind der röntgenologische Leitbefund bei der Spondylitis ankylosans (Morbus Bechterew). Daher versucht der Körper im fortgeschritteneren Stadium, die Wirbelsäule zu fixieren.